# Maciej Gajos
Maciej Gajos, né le 19 mars 1991 à Blachownia, est un footballeur polonais qui joue au poste de milieu de terrain au Persija Jakarta.

## Carrière

### En équipe nationale
En novembre 2014, il reçoit sa première convocation en équipe de Pologne, pour un match de qualification pour le championnat d'Europe 2016 contre la Géorgie et un amical contre la Suisse, mais ne fait aucune apparition dans ces deux matchs.
En mars 2015, il est inclus dans la liste pour un autre match de qualification contre la république d'Irlande, et il est reste à nouveau sur le banc.

## Palmarès
- Lech Poznań :
  - Vainqueur de la Supercoupe de Pologne en 2016

- Lechia Gdańsk :
  - Vainqueur de la Supercoupe de Pologne en 2019